# Zérubia
Zérubia est une commune française située dans la circonscription départementale de la Corse-du-Sud et le territoire de la collectivité de Corse. Le village appartient à la piève de Scopamène, en Alta Rocca.

## Urbanisme

### Typologie
Au 1er janvier 2024, Zérubia est catégorisée commune rurale à habitat très dispersé, selon la nouvelle grille communale de densité à sept niveaux définie par l'Insee en 2022.
Elle est située hors unité urbaine. Par ailleurs la commune fait partie de l'aire d'attraction d'Ajaccio, dont elle est une commune de la couronne,. Cette aire, qui regroupe 79 communes, est catégorisée dans les aires de 50 000 à moins de 200 000 habitants,.

### Occupation des sols
L'occupation des sols de la commune, telle qu'elle ressort de la base de données européenne d'occupation biophysique des sols Corine Land Cover (CLC), est marquée par l'importance des forêts et milieux semi-naturels (93,9 % en 2018), une proportion identique à celle de 1990 (94,4 %). La répartition détaillée en 2018 est la suivante : forêts (69,7 %), espaces ouverts, sans ou avec peu de végétation (23,8 %), zones agricoles hétérogènes (6 %), milieux à végétation arbustive et/ou herbacée (0,4 %), prairies (0,1 %). L'évolution de l'occupation des sols de la commune et de ses infrastructures peut être observée sur les différentes représentations cartographiques du territoire : la carte de Cassini (XVIIIe siècle), la carte d'état-major (1820-1866) et les cartes ou photos aériennes de l'IGN pour la période actuelle (1950 à aujourd'hui).

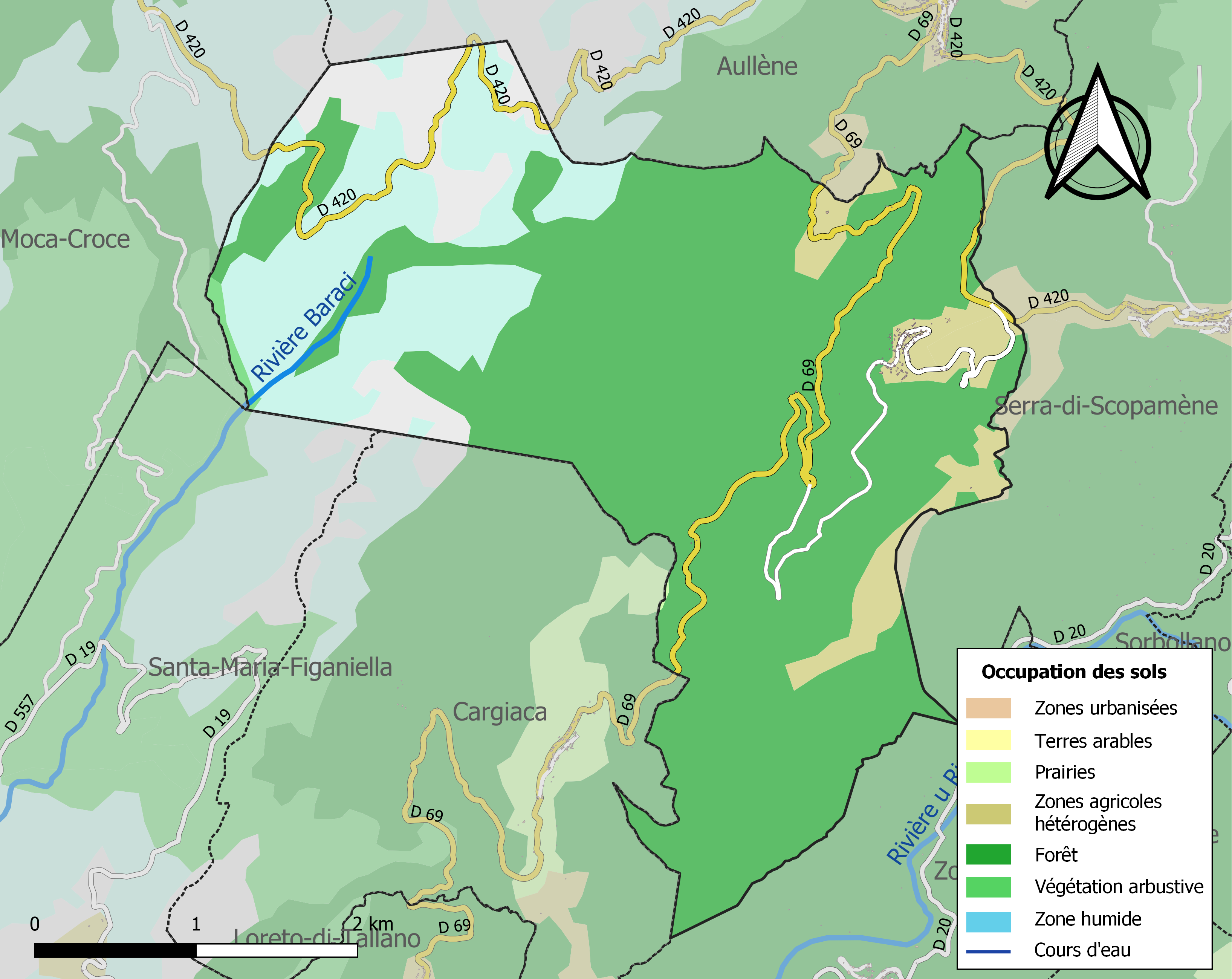
Carte des infrastructures et de l'occupation des sols de la commune en 2018 (CLC).

## Politique et administration

### Liste des maires
| Période                                  | Période  | Identité                     | Étiquette    | Qualité                                      |
| ---------------------------------------- | -------- | ---------------------------- | ------------ | -------------------------------------------- |
| Les données manquantes sont à compléter. |          |                              |              |                                              |
| 1945                                     | 1953     | Dominique Lucchini           | PCF          | Résistant                                    |
| Les données manquantes sont à compléter. |          |                              |              |                                              |
| 1959                                     | 1990     | Dominique Lucchini           | PCF puis UPC | Membre de l'Assemblée de Corse (1982 → 1989) |
| Les données manquantes sont à compléter. |          |                              |              |                                              |
| 2001                                     | En cours | Ribello Jean-Claude Lucchini | REG          | Agriculteur Réélu en 2008, 2014 et 2020.     |

### Tendances politiques et résultats
Le résultat de l'élection présidentielle de 2012 dans cette commune est le suivant :
| Candidat       | Candidat                    | Premier tour | Premier tour | Second tour | Second tour |
| Candidat       | Candidat                    | Voix         | %            | Voix        | %           |
| -------------- | --------------------------- | ------------ | ------------ | ----------- | ----------- |
|                | Eva Joly (EÉLV)             | 3            | 7,89         |             |             |
|                | Marine Le Pen (FN)          | 3            | 7,89         |             |             |
|                | Nicolas Sarkozy (UMP)       | 4            | 10,53        | 7           | 21,21       |
|                | Jean-Luc Mélenchon (FG)     | 7            | 18,42        |             |             |
|                | Philippe Poutou (NPA)       | 1            | 2,63         |             |             |
|                | Nathalie Arthaud (LO)       | 1            | 2,63         |             |             |
|                | Jacques Cheminade (SP)      | 0            | 0,00         |             |             |
|                | François Bayrou (MoDem)     | 3            | 7,89         |             |             |
|                | Nicolas Dupont-Aignan (DLR) | 0            | 0,00         |             |             |
|                | François Hollande (PS)      | 16           | 42,11        | 26          | 78,79       |
|                |                             |              |              |             |             |
| Inscrits       | Inscrits                    | 49           | 100,00       | 49          | 100,00      |
| Abstentions    | Abstentions                 | 11           | 22,45        | 15          | 30,61       |
| Votants        | Votants                     | 38           | 77,55        | 34          | 69,39       |
| Blancs et nuls | Blancs et nuls              | 0            | 0,00         | 1           | 2,94        |
| Exprimés       | Exprimés                    | 38           | 100,00       | 33          | 97,06       |

Le résultat de l'élection présidentielle de 2017 dans cette commune est le suivant :
| Candidat    | Candidat                    | Premier tour | Premier tour | Deuxième tour | Deuxième tour |  |
| Candidat    | Candidat                    | %            | Voix         | %             | Voix          |  |
| ----------- | --------------------------- | ------------ | ------------ | ------------- | ------------- |  |
|             | Nicolas Dupont-Aignan (DLF) | 4,35         | 2            |               |               |  |
|             | Marine Le Pen (FN)          | 17,39        | 8            | 38,24         | 13            |  |
|             | Emmanuel Macron (EM)        | 21,74        | 10           | 61,76         | 21            |  |
|             | Benoît Hamon (PS)           | 6,52         | 3            |               |               |  |
|             | Nathalie Arthaud (LO)       | 0,00         | 0            |               |               |  |
|             | Philippe Poutou (NPA)       | 2,17         | 1            |               |               |  |
|             | Jacques Cheminade (SP)      | 0,00         | 0            |               |               |  |
|             | Jean Lassalle (RES)         | 13,04        | 6            |               |               |  |
|             | Jean-Luc Mélenchon (LFI)    | 21,74        | 10           |               |               |  |
|             | François Asselineau (UPR)   | 0,00         | 0            |               |               |  |
|             | François Fillon (LR)        | 13,04        | 6            |               |               |  |
|             |                             |              |              |               |               |  |
| Inscrits    | Inscrits                    | 58           | 100,00       | 58            | 100,00        |  |
| Abstentions | Abstentions                 | 7            | 12,07        | 16            | 27,59         |  |
| Votants     | Votants                     | 51           | 87,93        | 42            | 72,41         |  |
| Blancs      | Blancs                      | 4            | 7,84         | 8             | 19,05         |  |
| Nuls        | Nuls                        | 1            | 1,96         | 0             | 0,00          |  |
| Exprimés    | Exprimés                    | 46           | 90,20        | 34            | 80,95         |  |

## Démographie
L'évolution du nombre d'habitants est connue à travers les recensements de la population effectués dans la commune depuis 1800. Pour les communes de moins de 10 000 habitants, une enquête de recensement portant sur toute la population est réalisée tous les cinq ans, les populations de référence des années intermédiaires étant quant à elles estimées par interpolation ou extrapolation. Pour la commune, le premier recensement exhaustif entrant dans le cadre du nouveau dispositif a été réalisé en 2004.

En 2022, la commune comptait 46 habitants, en évolution de +15 % par rapport à 2016 (Corse-du-Sud : +7,61 %, France hors Mayotte : +2,11 %).
| 1800 | 1806 | 1821 | 1831 | 1836 | 1841 | 1846 | 1851 | 1856 |
| ---- | ---- | ---- | ---- | ---- | ---- | ---- | ---- | ---- |
| 497  | 405  | 431  | 466  | 517  | 529  | 553  | 578  | 618  |

| 1861 | 1866 | 1872 | 1876 | 1881 | 1886 | 1891 | 1896 | 1901 |
| ---- | ---- | ---- | ---- | ---- | ---- | ---- | ---- | ---- |
| 670  | 212  | 237  | 240  | 234  | 225  | 160  | 137  | 198  |

| 1906 | 1911 | 1921 | 1926 | 1931 | 1936 | 1946 | 1954 | 1962 |
| ---- | ---- | ---- | ---- | ---- | ---- | ---- | ---- | ---- |
| 182  | 180  | 98   | 112  | 132  | 150  | 63   | 82   | 60   |

| 1968 | 1975 | 1982 | 1990 | 1999 | 2004 | 2006 | 2009 | 2014 |
| ---- | ---- | ---- | ---- | ---- | ---- | ---- | ---- | ---- |
| 50   | 40   | 27   | 34   | 29   | 29   | 27   | 30   | 36   |

| 2019 | 2022 | - | - | - | - | - | - | - |
| ---- | ---- | - | - | - | - | - | - | - |
| 50   | 46   | - | - | - | - | - | - | - |

## Lieux et monuments
- Église de Zérubia.

## Personnalités liées à la commune
- Un résistant, Dominique Lucchini dit « Ribellu », était un membre du front nationaliste de Zerubia[réf. nécessaire].
- Louis Olivieri, évêque d'Ajaccio de décembre 1899 à mai 1903, est né à Zérubia le 27 décembre 1834.